# والنتینا فیگوئرا
والنتینا فیگوئرا (انگلیسی: Valentina Figuera؛ زادهٔ ۱۶ ژوئن ۲۰۰۰) مدلِ و ملکه زیبایی اهلِ ونزوئلا است. او به نمایندگی از ونزوئلا برنده دوشیزه گرند اینترنشنال ۲۰۱۹ شد‌.